# Il cervello umano
Il cervello umano (titolo originale: The Human Brain: Its Capacities and Functions) è un libro di divulgazione scientifica dello scrittore Isaac Asimov. Il libro è strutturato in quattordici capitoli più un capitolino finale (dal titolo Dal cervello umano all'intelligenza artificiale di Giovanni Caprara) ed analizza, con il solito stile semplice ed efficace di Asimov, il cervello umano ed oltre, trattando questi argomenti in modo avvincente.

## Capitoli
1. Gli ormoni
2. Il pancreas
3. La tiroide
4. La corteccia surrenale
5. Le gonadi e lo sviluppo
6. I nervi
7. Il sistema nervoso
8. Il cervello
9. Il midollo allungato e il midollo spinale
10. I sensi
11. Le orecchie
12. Gli occhi
13. I riflessi
14. La mente
15. Dal cervello umano all'intelligenza artificiale di Giovanni Caprara

## Edizioni in italiano
- Isaac Asimov, Il cervello umano, illustrazioni di Anthony Ravielli, Bompiani, Milano 1970
- Isaac Asimov, Il cervello umano, presentazione di Luigi Valzelli; appendice di Giovanni Caprara, Gruppo editoriale Fabbri-Bompiani-Sonzogno-ETAS, Milano 1983
- Isaac Asimov, Il cervello umano, con interventi di Giovanni Caprara e Luigi Valzelli, traduzione di Alessandro Barghini, Tascabili Bompiani ,I ed. 1983 pag. ;451